# Вселенная Метро 2033
«Вселенная Метро 2033» — международная книжная серия, романы и рассказы различных авторов, продолжающие и дополняющие романы Дмитрия Глуховского «Метро 2033», «Метро 2034» и «Метро 2035». В данной серии, существующей с 2009 года, принимают участие начинающие и профессиональные писатели стран СНГ, Украины, Великобритании, Италии, Польши и Франции.
Во «Вселенной Метро 2033» описывается как Москва, так и другие регионы мира, причём значительная часть событий происходит в метрополитенах, где выжившие укрылись во время ядерной войны, но по прошествии времени не могут вернуться на поверхность из-за постоянного радиационного фона на ней.

## Создание и развитие серии
«Вселенная Метро 2033» была запущена Дмитрием Глуховским совместно с издательством «АСТ». Первый роман — «Метро 2033: Путевые знаки» за авторством Владимира Березина — вышел в продажу в декабре 2009 года. С 2012 года книги серии выпускаются редакционно-издательской группой «Жанры» издательства «АСТ».
В 2011 году начат выпуск переводных и оригинальных иностранных изданий издательствами различных стран. Так, например, к дистрибуции романов присоединилось польское издательство Insignis Media, итальянское Multiplayer Edizioni, венгерское Európa Publishing, немецкое Random House, французское L'Atalante.
С 2011 по 2016 год на официальном сайте книжной серии проходило ежегодное интернет-голосование «Лучшая книга Вселенной», в ходе которого читатели выбирали лучшую книгу из вышедших в продажу на русском языке в рамках «Вселенной Метро 2033» за прошлый год. Представители издательства «АСТ» вручали победителям награды в рамках публичных мероприятий. С 2017 года мероприятие целиком перенесено в официальное сообщество проекта в социальной сети «ВКонтакте».
C 2014 года по 2016 год издательство «АСТ» выпускало коллекционные издания по три романа «Вселенной Метро 2033» в одной книге. С 2016 по 2019 год выпускались комплекты по три обычных книги в одной коробке.

## Описание мира
По сюжету книг серии, 6 июля 2013 года началась Третья мировая война, в ходе которой из-за масштабного применения оружия массового поражения (прежде всего ядерного и биологического) погибла большая часть человечества. Даже спустя двадцать лет после ядерной войны на поверхности по большей части наблюдается высокий уровень радиации, не позволяющий человеку находиться там без средств защиты. Поверхность густо населена всевозможными мутантами, мутировавшими из обычных видов вследствие применения биологического оружия. Большая часть мутантов агрессивно настроена по отношению к человеку.
Война привела к масштабным изменениям климата и рельефа планеты: так, в Западной Европе начался новый ледниковый период, Сахара превратилась в непроходимые джунгли, Венецианская лагуна высохла, а Крымский полуостров отделил от материка Донской пролив. Также, возможно, затонул Японский архипелаг.
Выжившие люди укрылись в подземных убежищах (системах метрополитена и бункерах), а также в местах с низким уровнем радиоактивности, позже сплачиваясь в общины по географическому или идеологическому признакам. Общины выживших либо изолированы друг от друга, либо имеют контакты только с ближайшими соседями. Между некоторыми общинами курсируют торговцы-караванщики в составе хорошо вооружённых моторизированных караванов. В качестве универсальной валюты, как правило, используются патроны.

## Произведения
Во «Вселенной Метро 2033» издано более сотни книг, среди которых романы и сборники рассказов.

## Отзывы прессы
Авторы российского журнала «Мир фантастики», рецензируя ранние книги серии, оценивали произведения, в основном, положительно. Они отмечали, что тексты романов и их стилистика, в целом, находятся на стабильно высоком уровне, и откровенно слабых книг в серии нет, несмотря на то, что в ней принимают участие в том числе непрофессиональные авторы. Однако, по мнению журнала, книги «Вселенной» в большинстве своём «скроены по единой мерке» и слишком похожи друг на друга: «герой отправляется в путешествие, служит для читателя гидом по подземному миру, встречает в ходе квеста друзей и врагов, обретая умения и знания, а под занавес либо спасает мир, либо познаёт некую истину, способную повлиять на будущее».
Евгений Михайлов, обозреватель от российского интернет-журнала Darker, в своей рецензии романа «Метро 2033: Корни небес» написал, что, несмотря на объяснительные записки Дмитрия Глуховского, которые предваряют ранние книги серии и характеризуют их превосходными эпитетами, «на деле же под глуховскими фантиками чаще всего прячется либо колченогая поделка начинающих авторов, либо ладно сбитый, но абсолютно стерильный в плане художественной ценности текст „проектного“ автора». В качестве исключения Михайлов назвал роман «Корни небес», являющийся темой статьи и получивший положительный отзыв.

### Комментарии
1. ↑  «Район обетованный», «Человек обетованный», «Бездна», «Башня», «Великан», «Ахроматопсия», «В свете костра», «Шёпоты убиенных», «Эхо умершего мира», «В руинах».
2. ↑  
  - Василий Половцев: «Безымянка», «Слепящая пустота», «Гонка по кругу», «Обмануть судьбу», «Лешие не умирают»;
  - Яна Половцева: «Ничей», «Код зверя», «Чужими глазами» — «Обратный отсчёт», «Грань человечности», «Изоляция»;
  - Вячеслав Люлько: «Демон-хранитель», «Степной дракон»;
  - Александр Черномаз: «Переход»;
  - Михаил Пантелеев: «На краю пропасти», «Перекрёстки судьбы» — «Реактор-2»; «Клетка»;
  - Павел Бондаренко: «Вселенная Метро 2035»; «Парад-алле»;
  - Игорь Соловьёв: «Они не те, кем кажутся» — «Свидетели Чистилища»
  - Вадим Карпук: «Ладога», «Цена свободы».